# Келенкен
Келенкен (лат. Kelenken) — викопний рід гігантських нелітаючих хижих птахів родини фороракосових («жахливих птахів»). Мешкав на території сучасної Аргентини у середньому міоцені, близько 15 мільйонів років тому. Єдиний відомий екземпляр знайшов старшокласник Гільєрмо Агірре-Сабала в Комальйо, що в Патагонії. Він став голотипом нового роду і виду Kelenken guillermoi 2007 року. Родова назва відсилає до духу з міфології теуелче, а видова була присвоєна на честь першовідкривача. Голотип складається з одного з найповніших черепів великого фороракоса, а також цівки та фаланги пальця ноги.

## Зовнішній вигляд і середовище проживання
Жили в середньому міоцені близько 15 млн років тому. Келенкени мешкали на території сучасної Патагонії (Аргентина) разом з аргентавісами. Потім вони переселилися в Північну Америку, там вони конкурували з вовками і шаблезубими тиграми.
Має витягнутий череп, 71 см в довжину, включаючи дзьоб довжиною 45,7 см. Це найбільша голова серед відомих птахів. Цівка довжиною близько 45 см.
Келенкен був одним з найбільших серед відомих птахів за весь час, досягаючи 2,28 м в довжину і до 3 метрів у висоту, а також масою близько 230 кг.

## Харчування
Не зовсім ясно, як келенкен захоплював і вбивав свою здобич. Як великий нелітаючий хижак, він судячи з усього, переслідував свою здобич і вбивав її декількома ударами масивного дзьоба. Іншою можливістю є захоплення здобичі за виступаючу частину тіла і енергійне струшування її з наступним розриванням на шматки. Також можливо, що келенкен був падальником, поїдаючи залишки здобичі інших хижаків, відганяючи конкурентів своїми значними розмірами і виглядом.